# Кукурудзяк Діана Романівна
Діана Романівна Кукурудзяк — солдатка, бойовий медик 128-ї окремої гірсько-штурмової Закарпатської бригади Збройних сил України, учасниця російсько-української війни, що відзначилася під час російського вторгнення в Україну в 2022 році.

## Військова служба
Діана Кукурудзяк перебувала на військовій службі як бойовий медик у зоні АТО та ООС на сході України, з початку повномасштабного вторгнення Росії в Україну — у складі 128-мої окремої гірсько-штурмової Закарпатської бригади Збройних сил України. Одного дня на початку березня 2022 року Діана Кукурудзяк вивезла з поля бою 16-х поранених хлопців. Медичний автомобіль розрахований на вивезення одного пораненого (плюс медик та водій), але вивозили по 5 і по 7 за раз. По дорозі медичка надавала пораненим першу медичну допомогу, а в цей час по машині стріляли росіяни.

## Нагороди
- орден «За мужність» III ступеня (2022) — за особисту мужність і самовіддані дії, виявлені у захисті державного суверенітету та територіальної цілісності України, вірність військовій присязі[4].